# Stanka Krajnc Simoneti
Stanka Krajnc Simoneti, slovenska zdravnica in univerzitetna profesorica, * 6. september 1928, Zagreb.
Odraščala je v mariborskem mestnem predelu Radvanje pod Pohorjem. Med drugo svetovno vojno je bila zaradi sodelovanja z Osvobodilno fronto internirana v koncentracijsko taborišče Ravensbrück in kasneje v bližnje mladinsko taborišču Uckermark oboje v Nemčiji. Po koncu druge svetovne vojne je leta 1955 doštudirala medicino na Medicinski fakulteti v Ljubljani. Leta 1976 je na isti fakulteti doktorirala s temo "Dinamika induciranega abortusa glede na širjenje sodobne kontracepcije" (COBISS)
Po končanem študiju je končala specializacijo iz socialne medicine. Med leti 1984 in 1988 je bila prva predsednica Zdravniške zbornice Slovenije.
Dr. Stanka Krajnc Simoneti je bila dolgoletna redna profesorica za socialno medicino na Visoki zdravstveni šoli v Mariboru in Medicinski fakulteti v Ljubljani. Univerza v Mariboru ji je kot posebno priznanje za izredne uspehe, zasluge in dosežke leta 2001 podelila naziv zaslužna profesorica.